# Maurice Blitz
Maurice Jean Blitz (París, 28 de juliol de 1891 – 2 de febrer de 1975) va ser un waterpolista belga que va competir durant la dècada de 1920. Era germà del també waterpolista Gérard Blitz. El seu fill, també anomenat Gérard Blitz, va fundar el Club Méditerranée el 1950.
El 1920 va prendre part en els Jocs Olímpics d'Anvers, on va disputar la competició de waterpolo, en què guanyà la medalla de plata. Quatre anys més tard, als Jocs de París, va tornar a guanyar la medalla de plata en la competició de waterpolo.
Posteriorment fou àrbitre internacional, pitant la final olímpica dels 1932. També fou membre del Comitè Olímpic belga i la federació de natació. El 1948 va fundar el club de natació i waterpolo Koninklijke Zwemclub Scaldis.